# Ali Alp Çayır
Ali Alp Çayir (ur. 13 września 1981) – turecki siatkarz, reprezentant kraju, występujący na pozycji atakującego (choć w Jastrzębskim Węglu był przyjmującym). 

## Kluby
- 1999–2000  SSK Ankara
- 2000–2001  Emlak Bank Ankara
- 2001–2002  TED Ankara Kolejliler
- 2002–2003  Tokat Plevne
- 2003–2005  Halkbank Ankara
- 2005–2007  Belediyesi Stambuł
- 2007–2009  Galatasaray
- 2009–2010  Jastrzębski Węgiel